# Syntomopus nigrus
Syntomopus nigrus är en stekelart som beskrevs av Sureshan och T.C. Narendran 1999. Syntomopus nigrus ingår i släktet Syntomopus och familjen puppglanssteklar. Inga underarter finns listade i Catalogue of Life.